# Stefan Meissner
Stefan Meissner (* 8. März 1973 in Bad Harzburg) ist ein ehemaliger deutscher Fußballspieler.

## Karriere
Meissner begann seine Profikarriere bei Eintracht Braunschweig, wechselte 1994 zum VfL Wolfsburg, wo er 1995 zu Niedersachsens Fußballer des Jahres gewählt wurde, und von dort vier Jahre später zum Bundesliga-Absteiger Karlsruher SC. Nachdem in der Spielzeit 1998/99 mit einem 5. Platz der Wiederaufstieg verpasst wurde, kam es in der nächsten Saison noch schlimmer und der KSC stieg in die Regionalliga ab. Meissner verließ den Verein und wechselte zum Chemnitzer FC in die Regionalliga Nord. Nachdem er dort seinen Stammplatz verloren hatte, wechselte er in der Winterpause der Saison 2004/05 ligaintern zur zweiten Mannschaft des VfL Wolfsburg, mit der er am Ende der Saison in die Oberliga Nord abstieg. 2005/06 spielte er noch 10-mal für Wolfsburg und musste dann wegen eines Knorpelschadens im Knie seine Laufbahn beenden.
Ab Juli 2010 war Meissner Co-Trainer der U-19-Mannschaft des 1. FC Kaiserslautern. Als Cheftrainer der Mannschaft fungierte bis März 2011 Gunther Metz, Meissners ehemaliger Mitspieler beim Karlsruher SC. Seit dessen Wechsel zur U-17 des FCK ist Meissner für die U-19 als Cheftrainer verantwortlich. Zur Saison 2011/12 wurde Meissner Trainer der U-16-Mannschaft und übernahm im Oktober 2011 das Amt des Trainers der U-17-Mannschaft, nachdem der erst im Sommer 2011 angetretene Coach Guido Streichsbier den FCK wieder verlassen hatte.

## Statistik
| Liga          | Spiele (Tore) |
| ------------- | ------------- |
| Bundesliga    | 026 0(3)      |
| 2. Bundesliga | 174 (27)      |
| Regionalliga  | 104 (20)      |